# Županije Federacije Bosne i Hercegovine
Županije Federacije Bosne i Hercegovine su federalne jedinice-države članice Federacije BiH osnovane Zakonom o federalnim jedinicama (županijama) 1996.
Svaki od entiteta ima vlastitu zakonodavnu, izvršnu i sudbenu vlast. U Federaciji Bosne i Hercegovine, znatan dio nadležnosti entiteta prenesen je na županijsku vlast. Svaka županija ima vlastitu zakonodavnu, izvršnu i sudbenu vlast. Županije posjeduju ustav, skupštinu, vladu, simbole, te im pripada niz isključivih nadležnosti (policija, obrazovanje, korištenje prirodnih resursa, prostorna i stambena politika, kultura), dok su neke nadležnosti podijeljene s Federacijom (zdravstvo, socijalna zaštita, promet). 
Župan je bio najviši nositelj izvršne vlasti županijama Federacije BiH od njihovog osnivanja 1996., do ukidanja dužnosti 2002. 
Ipak, naziv županija je osporavan još od 1998. godine, kada je Ustavni sud FBiH donio odluku o neustavnosti istog.

## Povijest
- Prvi bošnjački prijedlog kantonizacije Bosne i Hercegovine (25. 6. 1991.)
- Zajednički prijedlog HDZ BiH i SDA o kantonizaciji RBiH (kolovoz 1992.)
- Vance-Owenov plan 1993.
- Washingtonski sporazum 1994.
- Daytonski sporazum 1995.

## Županije
| Grb | Br. | Kratica | Hrvatski naziv                       | Bošnjački naziv                    | Sjedište      | Stanovništvo (popis 2013.) | Površina (km2) | Gustoća naseljenosti | Općine |
| --- | --- | ------- | ------------------------------------ | ---------------------------------- | ------------- | -------------------------- | -------------- | -------------------- | ------ |
|     | 1   | USŽ     | Unsko-sanska županija                | Unsko-sanski kanton                | Bihać         | 273 261                    | 4201,17        | 65,0                 | 8      |
|     | 2   | ŽP      | Županija Posavska                    | Posavski kanton                    | Orašje        | 43 453                     | 330,85         | 131,3                | 3      |
|     | 3   | TŽ      | Tuzlanska županija                   | Tuzlanski kanton                   | Tuzla         | 445 028                    | 2648,61        | 168,0                | 13     |
|     | 4   | ZDŽ     | Zeničko-dobojska županija            | Zeničko-dobojski kanton            | Zenica        | 364 433                    | 3328,80        | 109,5                | 12     |
|     | 5   | BPŽ     | Bosansko-podrinjska županija Goražde | Bosansko-podrinjski kanton Goražde | Goražde       | 23 734                     | 501,77         | 47,3                 | 3      |
|     | 6   | ŽSB     | Županija Središnja Bosna             | Srednjobosanski kanton             | Travnik       | 254 686                    | 3188,43        | 79,9                 | 12     |
|     | 7   | HNŽ     | Hercegovačko-neretvanska županija    | Hercegovačko-neretvanski kanton    | Mostar        | 222 007                    | 4372,53        | 50,8                 | 9      |
|     | 8   | ŽZH     | Županija Zapadnohercegovačka         | Zapadnohercegovački kanton         | Široki Brijeg | 94 898                     | 1347,23        | 70,4                 | 4      |
|     | 9   | SŽ      | Sarajevska županija                  | Kanton Sarajevo                    | Sarajevo      | 413 593                    | 1269,05        | 325,9                | 9      |
|     | 10  | HBŽ     | Hercegbosanska županija              | Kanton 10., Livanjski kanton       | Livno         | 84 127                     | 4899,10        | 17,2                 | 6      |
|     |     | FBiH    | Federacija Bosne i Hercegovine       | Federacija Bosne i Hercegovine     | Sarajevo      | 2 219 220                  | 26 087,53      | 85,1                 | 79     |